# Patrick Peuvion
Patrick Peuvion est un acteur québécois né le 19 mai 1940 en France et mort le 9 mars 2000 à Montréal (Canada).

## Biographie
Fils d'un émigrant breton, il est parachuté à l'âge de sept ans dans une ferme de Sainte-Thérèse, dans un milieu rural où l'on trouvait son nom et son accent ridicule.
Patrick Peuvion espérait, plus jeune, faire une carrière dans les Arts visuels, la peinture plus précisément. Ses rêves de jeunesse le portaient donc vers la peinture. Pour payer des études en arts appliqués-études, Patrick joue à l'acteur et cela lui réussit puisqu'on lui offre de nombreux rôles. Sa vocation première en est d'ailleurs compromise. En deux ou trois tirades, le voilà installé confortablement dans une carrière théâtrale qui l'entraîne d'une tournée à une autre, sur toutes les scènes du Québec, pour aboutir finalement à la télévision. 
Il est diplômé de l'École nationale de théâtre du Canada en 1964. Après son décès en mars 2000, le film Hochelaga fut dédié à sa mémoire et cette mention apparaît même à la fin du film durant le générique, étant donné qu'il s'agit de sa dernière contribution cinématographique. Il était l'époux de la comédienne Liliane Jolin-Peuvion.

## Filmographie
- 1960 : Les Cinq Dernières Minutes (série TV) épisode no 16 : Dernier cri de Claude Loursais
- 1965 : Seaway (série télévisée) : Ari Petroff
- 1968 : Le Paradis terrestre (série télévisée) : Jacques Miron
- 1968 : Moi et l'autre (série télévisée), "La citoyenneté canadienne": M. Gérard Tétreault, enquêteur du bureau de la Citoyenneté canadienne
- 1968-1975 : Auto-patrouille : Jim Reed (voix)
- 1969 : My Side of the Mountain : Ranger
- 1969 : Sol et Gobelet (série télévisée) Air-Mite Clerk
- 1969 : La Légende de Bas-de-Cuir (Die Lederstrumpferzählungen) (feuilleton TV, épisode 1) : Harry March
- 1970 : Mont-Joye (série télévisée) : Raymond Comtois
- 1970 : Les chevaliers du ciel (série télévisée) épisode 3.6, 3.7
- 1970 : Maigrichon et Gras-Double (série télévisée)
- 1971 : L'Amour en communauté (Pile ou face) : Victor
- 1974 : Il était une fois dans l'Est : Henri
- 1974 : Les Faucheurs de marguerites (feuilleton TV) : Orville Wright
- 1974 : La petite patrie (série télévisée) : Bombarde
- 1975 : Jo Gaillard (série télévisée) :  Vollard
- 1977 : Duplessis (feuilleton TV) : Père Marcel Champagne
- 1977 : Les As (série télévisée) : Franco Stradella
- 1978 : Le Clan Beaulieu (série télévisée) : Frédéric Beaulieu
- 1979 : Éclair au chocolat
- 1982 : Une vie (série télévisée) : Monsieur Antoine
- 1987 : Semi-détaché (série télévisée) : Giordano Lombardo
- 1987 : Épopée rock (série télévisée)
- 1987 : La bande à Ovide (série télévisée) : Zozo (voix)
- 1992 : Scoop (série télévisée) :  Pressier / Typo #2
- 1993 : Scoop II (série télévisée) :  Pressier, syndicat
- 1995 : Les grands procès (série télévisée) : Hôtelier White
- 2000 : Hochelaga : Frais-Chié